# Rajecká Lesná
Rajecká Lesná (in ungherese Frivaldnádas) è un comune della Slovacchia facente parte del distretto di Žilina, nella regione omonima.